# El Pobo de Dueñas
El Pobo de Dueñas és un municipi de la província de Guadalajara, a la comunitat autònoma de Castella-La Manxa.

## Demografia
| 1991 | 1996 | 2001 | 2004 | 2006 | 2008 | 2010 | 2013 | 2015 |
| ---- | ---- | ---- | ---- | ---- | ---- | ---- | ---- | ---- |
| 172  | 189  | 172  | 150  | 159  | 158  | 158  | 138  | 134  |

## Economia
Al novembre de 2008 es va inaugurar entre el municipi del Pobo i el d'Hombrados el Parc Eòlic de Caldereros, amb 16 aerogeneradors que produeixen 37,8 MW d'electricitat.

## Cultura
En aquesta localitat hi ha un museu etnogràfic en el qual es troben diferents estris utilitzats pels vilatans diverses dècades enrere.

## Festes patronals
Les festes patronals són el 20 i 21 d'agost, en honor de la Virgen del Campo i del Santo Cristo de la Salud. A més, se celebra la festa de setembre, en la qual es recorda les antigues festes patronals. S'honra també a San Isidro labrador, el 15 de maig.